# Gwyddno Garanhir
 (signalé en juin 2025).
Si vous disposez d'ouvrages ou d'articles de référence ou si vous connaissez des sites web de qualité traitant du thème abordé ici, merci de compléter l'article en donnant les références utiles à sa vérifiabilité et en les liant à la section « Notes et références ».
- Archive Wikiwix
- Bing
- Cairn
- DuckDuckGo
- E. Universalis
- Gallica
- Google
- G. Books
- G. News
- G. Scholar
- Persée
- Qwant
- (zh) Baidu
- (ru) Yandex
- (wd) trouver des œuvres sur Wikidata

Gwyddno Garanhir est un personnage de la mythologie celtique qui appartient à la tradition galloise. Il est le père de Elffin ap Gwyddno, sauveur du barde gallois Taliesin enfant dans Hanes Taliesin (le conte de Taliesin) et souverain du royaume de Cantre'r Gwaelod, l'« Atlantis du Pays de galles ».
Le personnage de Gwyddno Garanhir est présent dans le roman Taliesin de Stephen R. Lawhead, premier tome du Cycle de Pendragon.

## Article lié
- Gwyddno ap Clydno